# 圣埃莱娜 (索恩-卢瓦尔省)
圣埃莱娜（法語：Sainte-Hélène，法語發音：[sɛ̃t elɛn] ⓘ）是法国索恩-卢瓦尔省的一个市镇，属于索恩河畔沙隆区。

## 地理
圣埃莱娜（46°45'24"N, 4°38'37"E）面积14.27 平方千米，位于法国勃艮第-弗朗什-孔泰大區索恩-卢瓦尔省，该省份为法国中部省份，北起顺时针与科多尔省、汝拉省、安省、罗讷省、卢瓦尔省、阿列省和涅夫勒省接壤。
与圣埃莱娜接壤的市镇（或旧市镇、城区）包括：让布勒、比塞苏克吕绍、沙泰勒莫龙、莫罗日、萨桑日。

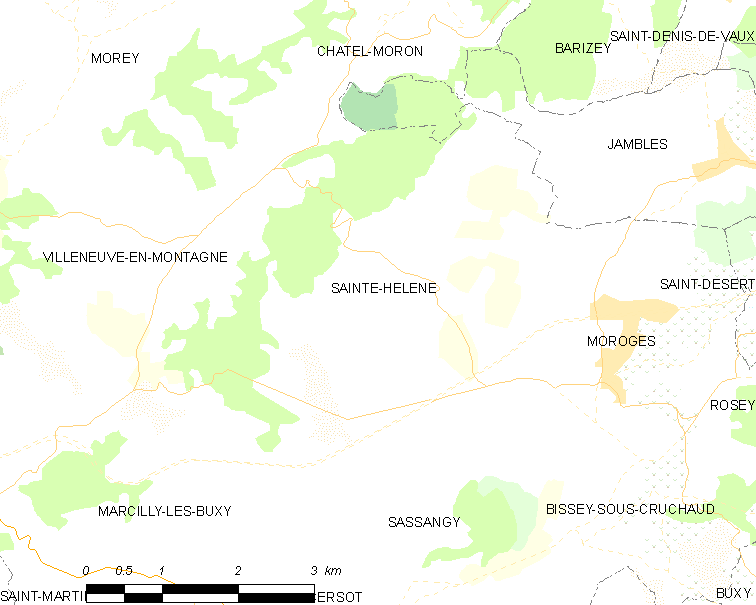
的OSM定位图

圣埃莱娜的时区为UTC+01:00、UTC+02:00（夏令时）。

## 行政
圣埃莱娜的邮政编码为71390，INSEE市镇编码为71426。

## 政治
圣埃莱娜所属的省级选区为日夫里县。

## 人口

1962-2008年间人口变化图示

圣埃莱娜于2022年1月1日时的人口数量为510人。